# Shōtōkai
El shōtōkai (松涛 会) és una associació de karate japonesa creada inicialment el 1935 per Gichin Funakoshi per tal d'organitzar la logística necessària per posar en funcionament un dojo central a Tòquio per a la pràctica d'aquesta art marcial.

## Diferències amb l'estilshotokan
Les diferències tècniques amb l'estil shotokan no són massa notòries, i es basen principalment en el resultat dels estudis del mestre Egami sobre el tsuki (tècnica de puny), que arriba a la conclusió que l'ús del makiwara és innecessaris, afavorint l'adopció de la tècnica coneguda com a nakadaka-ken, per considerar-la més efectiva en contra del cos humà, ja que és bastant més flexible que l'esmentat makiwara. Una altra de les diferències a notar es troba en el fet que mentre que els mestres de les diferents variants de l'estil shotokan contínuament modifiquen, amplien o inclouen katas d'altres estils de karate, a les escoles associades a la shotokai es continua amb la pràctica dels pocs (15) katas ensenyats pel mestre Gichin Funakoshi sense més variacions.